# Presidenti della Confederazione svizzera

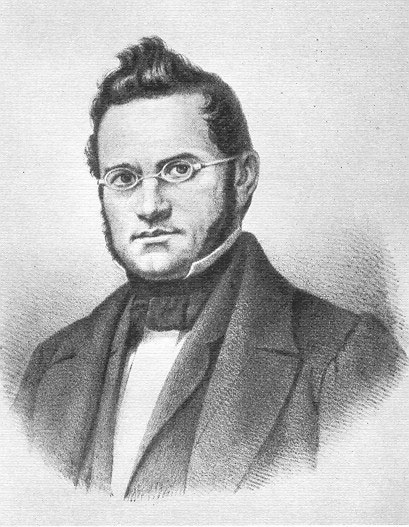
Jonas Furrer, primo presidente (1848-1849)

La seguente è la lista dei presidenti della Confederazione svizzera dal 1848 a oggi.
Non essendo costituzionalmente contemplata la figura del capo di Stato, per tradizione assume a rotazione il posto di presidente, primus inter pares, uno dei consiglieri federali. Ogni anno è il vice presidente dell'anno precedente, cioè il membro del Consiglio federale che da più anni non ricopre tale carica. La nomina del presidente è comunque soggetta a un'elezione da parte dell'Assemblea federale, che si svolge durante la sessione d'autunno. Il neoeletto entra in carica il 1º gennaio.

## 1848-1899
| Anno | Nome                         | Vita      |
| ---- | ---------------------------- | --------- |
| 1848 | Jonas Furrer                 | 1805-1861 |
| 1849 | Jonas Furrer                 | 1805-1861 |
| 1850 | Henri Druey                  | 1799-1855 |
| 1851 | Josef Munzinger              | 1791-1855 |
| 1852 | Jonas Furrer                 | 1805-1861 |
| 1853 | Wilhelm Matthias Naeff       | 1802-1881 |
| 1854 | Friedrich Frey-Herosé        | 1801-1873 |
| 1855 | Jonas Furrer                 | 1805-1861 |
| 1856 | Jakob Stämpfli               | 1820-1879 |
| 1857 | Constant Fornerod            | 1819-1899 |
| 1858 | Jonas Furrer                 | 1805-1861 |
| 1859 | Jakob Stämpfli               | 1820-1879 |
| 1860 | Friedrich Frey-Herosé        | 1801-1873 |
| 1861 | Melchior Josef Martin Knüsel | 1813-1889 |
| 1862 | Jakob Stämpfli               | 1820-1879 |
| 1863 | Constant Fornerod            | 1819-1899 |
| 1864 | Jakob Dubs                   | 1822-1879 |
| 1865 | Karl Schenk                  | 1823-1895 |
| 1866 | Melchior Josef Martin Knüsel | 1813-1889 |
| 1867 | Constant Fornerod            | 1819-1899 |
| 1868 | Jakob Dubs                   | 1822-1879 |
| 1869 | Emil Welti                   | 1825-1899 |
| 1870 | Jakob Dubs                   | 1822-1879 |
| 1871 | Karl Schenk                  | 1823-1895 |
| 1872 | Emil Welti                   | 1825-1899 |
| 1873 | Paul Cérésole                | 1832-1905 |
| 1874 | Karl Schenk                  | 1823-1895 |
| 1875 | Johann Jakob Scherer         | 1825-1878 |
| 1876 | Emil Welti                   | 1825-1899 |
| 1877 | Joachim Heer                 | 1825-1879 |
| 1878 | Karl Schenk                  | 1823-1895 |
| 1879 | Bernhard Hammer              | 1822-1907 |
| 1880 | Emil Welti                   | 1825-1899 |
| 1881 | Numa Droz                    | 1844-1899 |
| 1882 | Simeon Bavier                | 1825-1896 |
| 1883 | Louis Ruchonnet              | 1834-1893 |
| 1884 | Emil Welti                   | 1825-1899 |
| 1885 | Karl Schenk                  | 1823-1895 |
| 1886 | Adolf Deucher                | 1831-1912 |
| 1887 | Numa Droz                    | 1844-1899 |
| 1888 | Wilhelm Hertenstein          | 1825-1888 |
| 1888 | Bernhard Hammer (sostituto)  | 1822-1907 |
| 1889 | Bernhard Hammer              | 1822-1907 |
| 1890 | Louis Ruchonnet              | 1834-1893 |
| 1891 | Emil Welti                   | 1825-1899 |
| 1892 | Walter Hauser                | 1837-1902 |
| 1893 | Karl Schenk                  | 1823-1895 |
| 1894 | Emil Frey                    | 1838-1922 |
| 1895 | Josef Zemp                   | 1834-1908 |
| 1896 | Adrien Lachenal              | 1849-1918 |
| 1897 | Adolf Deucher                | 1831-1912 |
| 1898 | Eugène Ruffy                 | 1854-1919 |
| 1899 | Eduard Müller                | 1848-1919 |

## 1900-1949

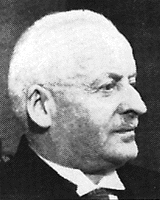
Giuseppe Motta, presidente della Confederazione svizzera negli anni 1915, 1920, 1927, 1932 e 1937 e vicepresidente negli anni 1914, 1919, 1926, 1931 e 1936.

| Anno | Nome               | Vita      |
| ---- | ------------------ | --------- |
| 1900 | Walter Hauser      | 1837-1902 |
| 1901 | Ernst Brenner      | 1856-1911 |
| 1902 | Josef Zemp         | 1834-1908 |
| 1903 | Adolf Deucher      | 1831-1912 |
| 1904 | Robert Comtesse    | 1847-1922 |
| 1905 | Marc-Emile Ruchet  | 1853-1912 |
| 1906 | Ludwig Forrer      | 1845-1921 |
| 1907 | Eduard Müller      | 1848-1919 |
| 1908 | Ernst Brenner      | 1856-1911 |
| 1909 | Adolf Deucher      | 1831-1912 |
| 1910 | Robert Comtesse    | 1847-1922 |
| 1911 | Marc-Emile Ruchet  | 1853-1912 |
| 1912 | Ludwig Forrer      | 1845-1921 |
| 1913 | Eduard Müller      | 1848-1919 |
| 1914 | Arthur Hoffmann    | 1857-1927 |
| 1915 | Giuseppe Motta     | 1871-1940 |
| 1916 | Camille Decoppet   | 1862-1925 |
| 1917 | Edmund Schulthess  | 1868-1944 |
| 1918 | Felix Calonder     | 1863-1952 |
| 1919 | Gustave Ador       | 1845-1928 |
| 1920 | Giuseppe Motta     | 1871-1940 |
| 1921 | Edmund Schulthess  | 1868-1944 |
| 1922 | Robert Haab        | 1865-1939 |
| 1923 | Karl Scheurer      | 1872-1929 |
| 1924 | Ernest Chuard      | 1857-1942 |
| 1925 | Jean-Marie Musy    | 1876-1952 |
| 1926 | Heinrich Häberlin  | 1868-1947 |
| 1927 | Giuseppe Motta     | 1871-1940 |
| 1928 | Edmund Schulthess  | 1868-1944 |
| 1929 | Robert Haab        | 1865-1939 |
| 1930 | Jean-Marie Musy    | 1876-1952 |
| 1931 | Heinrich Häberlin  | 1868-1947 |
| 1932 | Giuseppe Motta     | 1871-1940 |
| 1933 | Edmund Schulthess  | 1868-1944 |
| 1934 | Marcel Pilet-Golaz | 1889-1958 |
| 1935 | Rudolf Minger      | 1881-1955 |
| 1936 | Albert Meyer       | 1870-1953 |
| 1937 | Giuseppe Motta     | 1871-1940 |
| 1938 | Johannes Baumann   | 1874-1953 |
| 1939 | Philipp Etter      | 1891-1977 |
| 1940 | Marcel Pilet-Golaz | 1889-1958 |
| 1941 | Ernst Wetter       | 1877-1963 |
| 1942 | Philipp Etter      | 1891-1977 |
| 1943 | Enrico Celio       | 1889-1980 |
| 1944 | Walther Stampfli   | 1884-1965 |
| 1945 | Eduard von Steiger | 1981-1962 |
| 1946 | Karl Kobelt        | 1891-1968 |
| 1947 | Philipp Etter      | 1891-1977 |
| 1948 | Enrico Celio       | 1889-1980 |
| 1949 | Ernst Nobs         | 1886-1957 |

## 1950-1999
| Anno | Nome                      | Vita      |
| ---- | ------------------------- | --------- |
| 1950 | Max Petitpierre           | 1899-1994 |
| 1951 | Eduard von Steiger        | 1881-1962 |
| 1952 | Karl Kobelt               | 1891-1968 |
| 1953 | Philipp Etter             | 1891-1977 |
| 1954 | Rodolphe Rubattel         | 1896-1961 |
| 1955 | Max Petitpierre           | 1899-1994 |
| 1956 | Markus Feldmann           | 1897-1958 |
| 1957 | Hans Streuli              | 1892-1970 |
| 1958 | Thomas Holenstein         | 1896-1962 |
| 1959 | Paul Chaudet              | 1904-1977 |
| 1960 | Max Petitpierre           | 1899-1994 |
| 1961 | Friedrich Traugott Wahlen | 1899-1985 |
| 1962 | Paul Chaudet              | 1904-1977 |
| 1963 | Willy Spühler             | 1902-1990 |
| 1964 | Ludwig von Moos           | 1910-1990 |
| 1965 | Hans-Peter Tschudi        | 1913-2002 |
| 1966 | Hans Schaffner            | 1908-2004 |
| 1967 | Roger Bonvin              | 1907-1982 |
| 1968 | Willy Spühler             | 1902-1990 |
| 1969 | Ludwig von Moos           | 1910-1990 |
| 1970 | Hans-Peter Tschudi        | 1913-2002 |
| 1971 | Rudolf Gnägi              | 1917-1985 |
| 1972 | Nello Celio               | 1914-1995 |
| 1973 | Roger Bonvin              | 1907-1982 |
| 1974 | Ernst Brugger             | 1914-1998 |
| 1975 | Pierre Graber             | 1908-2003 |
| 1976 | Rudolf Gnägi              | 1917-1985 |
| 1977 | Kurt Furgler              | 1924-2008 |
| 1978 | Willi Ritschard           | 1918-1983 |
| 1979 | Hans Hürlimann            | 1918-1994 |
| 1980 | Georges-André Chevallaz   | 1915-2002 |
| 1981 | Kurt Furgler              | 1924-2008 |
| 1982 | Fritz Honegger            | 1917-1999 |
| 1983 | Pierre Aubert             | 1927-2016 |
| 1984 | Leon Schlumpf             | 1925-2012 |
| 1985 | Kurt Furgler              | 1924-2008 |
| 1986 | Alphons Egli              | 1924-2016 |
| 1987 | Pierre Aubert             | 1927-2016 |
| 1988 | Otto Stich                | 1927-2012 |
| 1989 | Jean-Pascal Delamuraz     | 1936-1998 |
| 1990 | Arnold Koller             | 1933-     |
| 1991 | Flavio Cotti              | 1939-2020 |
| 1992 | René Felber               | 1933-2020 |
| 1993 | Adolf Ogi                 | 1942-     |
| 1994 | Otto Stich                | 1927-2012 |
| 1995 | Kaspar Villiger           | 1941-     |
| 1996 | Jean-Pascal Delamuraz     | 1936-1998 |
| 1997 | Arnold Koller             | 1933-     |
| 1998 | Flavio Cotti              | 1939-2020 |
| 1999 | Ruth Dreifuss             | 1940-     |

## Dal 2000

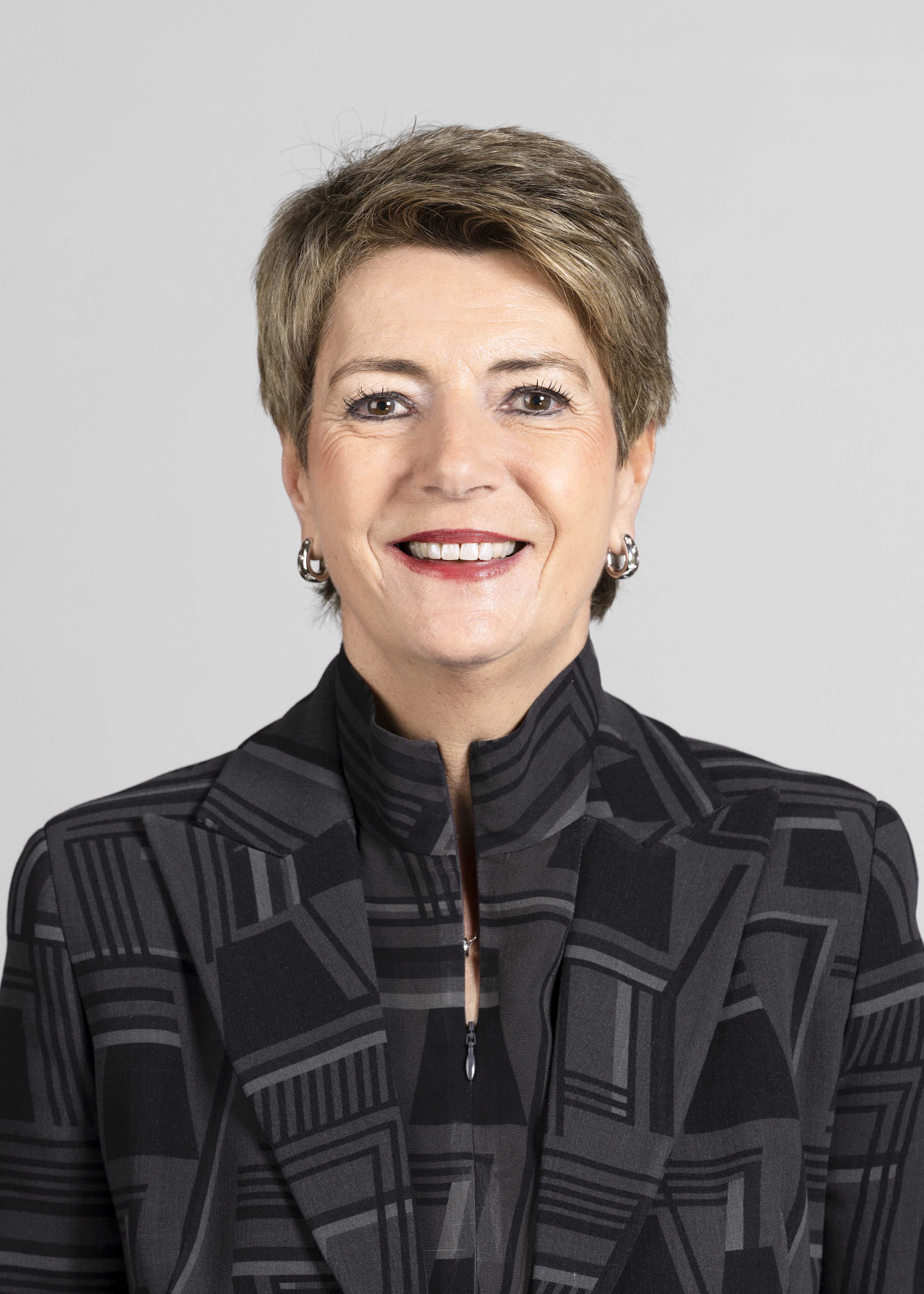
Karin Keller-Sutter, presidente della Confederazione svizzera per il 2025

| Anno | Nome                    | Vita  |
| ---- | ----------------------- | ----- |
| 2000 | Adolf Ogi               | 1942- |
| 2001 | Moritz Leuenberger      | 1946- |
| 2002 | Kaspar Villiger         | 1941- |
| 2003 | Pascal Couchepin        | 1942- |
| 2004 | Joseph Deiss            | 1946- |
| 2005 | Samuel Schmid           | 1947- |
| 2006 | Moritz Leuenberger      | 1946- |
| 2007 | Micheline Calmy-Rey     | 1945- |
| 2008 | Pascal Couchepin        | 1942- |
| 2009 | Hans-Rudolf Merz        | 1942- |
| 2010 | Doris Leuthard          | 1963- |
| 2011 | Micheline Calmy-Rey     | 1945- |
| 2012 | Eveline Widmer-Schlumpf | 1956- |
| 2013 | Ueli Maurer             | 1950- |
| 2014 | Didier Burkhalter       | 1960- |
| 2015 | Simonetta Sommaruga     | 1960- |
| 2016 | Johann Schneider-Ammann | 1952- |
| 2017 | Doris Leuthard          | 1963- |
| 2018 | Alain Berset            | 1972- |
| 2019 | Ueli Maurer             | 1950- |
| 2020 | Simonetta Sommaruga     | 1960- |
| 2021 | Guy Parmelin            | 1959- |
| 2022 | Ignazio Cassis          | 1961- |
| 2023 | Alain Berset            | 1972- |
| 2024 | Viola Amherd            | 1962- |
| 2025 | Karin Keller-Sutter     | 1963- |